# Свердловська АТЕЦ
Свердловська атомна теплоелектроцентраль (рос. Свердловская АЭС/АТЭЦ) була планованою атомною електростанцією в Росії. Вона повинна була розташовуватися поблизу міста Нижній Тагіл Свердловської області. Водночас електростанція мала забезпечити теплом сусідні міста. Проект електростанції було скасовано наприкінці 1980-х років.

## Історія та технічна інформація

### Витоки
Вперше про електростанцію заговорили на початку 1980-х років. Причина будівництва атомної електростанції з відбором тепла полягає в тому, що захід Радянського Союзу перебував у гіршому становищі, ніж Урал і східні регіони щодо забезпечення традиційним паливом. Щоб зберегти це паливо, було запропоновано виробляти тепло та електроенергію за допомогою атомних електростанцій, для роботи яких потрібен уран. Вибране місце було поблизу міста Нижній Тагіл Свердловської області. Передбачалося встановити два реактори ВВЕР-1000/320 зі спеціальною турбіною, яка б дозволяла відбирати тепло з пари для доставки тепла на прилеглі території по трубопроводах. Обидва реактори повинні були мати загальну електричну потужність 950 МВт і чисту 900 МВт. Електроенергія в цих типах реакторів мала бути лише побічним продуктом, але не незначним.

### Скасування проекту
Однак проект АЕС так і не просунувся вперед, оскільки в квітні 1986 року сталася аварія на Чорнобильській АЕС і ставлення до атомної енергетики в Радянському Союзі дуже швидко змінилося. Крім того, наприкінці 1980-х років країна переживала серйозні економічні проблеми. З цієї причини, незважаючи на відсутність тепла, наприкінці 1980-х років проект АЕС у Свердловській області був згорнутий, а також аналогічні проекти, такі як Мінська АЕС та Одеська АЕС.

## Інформація про реактори
| Реактор       | Тип реактора  | Продуктивність | Продуктивність | Початок будівництва                                | Підключення до мережі                              | Введення в експлуатацію                            | Закриття |
| Реактор       | Тип реактора  | Нетто          | Брутто         | Початок будівництва                                | Підключення до мережі                              | Введення в експлуатацію                            | Закриття |
| ------------- | ------------- | -------------- | -------------- | -------------------------------------------------- | -------------------------------------------------- | -------------------------------------------------- | -------- |
| Свердловськ-1 | ВВЕР-1000/320 | 900 МВт        | 950 МВт        | План будівництва скасовано наприкінці 1980-х років | План будівництва скасовано наприкінці 1980-х років | План будівництва скасовано наприкінці 1980-х років |          |
| Свердловськ-2 | ВВЕР-1000/320 | 900 МВт        | 950 МВт        | План будівництва скасовано наприкінці 1980-х років | План будівництва скасовано наприкінці 1980-х років | План будівництва скасовано наприкінці 1980-х років |          |